# Liste der Nummer-eins-Hits in Polen (2005)
Diese Liste enthält alle Nummer-eins-Hits in Polen im Jahr 2005. Es gab in diesem Jahr 22 Nummer-eins-Alben.
| Alben |
| --- |
| - Verschiedene Interpreten – Bravo Hits Zima 2005 - 3 Wochen (13. Dezember 2004 – 2. Januar 2005, insgesamt 4 Wochen) - Verschiedene Interpreten – The Best Smooth Jazz... Ever - 1 Woche (3. Januar – 9. Januar, insgesamt 4 Wochen) - Verschiedene Interpreten – Bravo Hits Zima 2005 - 1 Woche (10. Januar – 16. Januar, insgesamt 4 Wochen) - Verschiedene Interpreten – The Best Smooth Jazz... Ever! - 3 Wochen (17. Januar – 6. Februar, insgesamt 4 Wochen) - Pat Metheny Group – The Way Up - 1 Woche (7. Februar – 13. Februar) - Krzysztof Kiljański – In the Room - 7 Wochen (14. Februar – 3. April) - Verschiedene Interpreten – Top Kids 3 - 3 Wochen (4. April – 24. April) - Stanisław Sojka – Jan Paweł II - Tryptyk Rzymski - 1 Woche (25. April – 1. Mai) - Verschiedene Interpreten – Bravo Hits Wiosna 2005 - 2 Wochen (2. Mai – 15. Mai) - Kayah – The Best & The Rest - 3 Wochen (16. Mai – 5. Juni) - Verschiedene Interpreten – The Best Smooth Jazz... Ever! Vol. 2 - 2 Wochen (6. Juni – 19. Juni) - Kazik Staszewski – Los się musi odmienić - 1 Woche (20. Juni – 26. Juni) - Verschiedene Interpreten – Mini Mini Party - 2 Wochen (27. Juni – 10. Juli) - Verschiedene Interpreten – Bravo Hits Lato 2005 - 2 Wochen (11. Juli – 24. Juli) - Verschiedene Interpreten – Radio ZET Tylko wielkie przeboje na lato 2005 - 3 Wochen (25. Juli – 15. August) - Crazy Frog – Crazy Frog Presents Crazy Hits - 3 Wochen (16. August – 4. September, insgesamt 5 Wochen) - Mandaryna – Mandarynkowy sen - 2 Wochen (5. September – 18. September) - Crazy Frog – Crazy Frog Presents Crazy Hits - 2 Wochen (19. September – 2. Oktober, insgesamt 5 Wochen) - Andrzej Piaseczny – Jednym tchem - 1 Woche (3. Oktober – 9. Oktober) - Sistars – A.E.I.O.U. - 2 Wochen (10. Oktober – 23. Oktober) - Depeche Mode – Playing the Angel - 3 Wochen (24. Oktober – 13. November) - Jean-Michel Jarre – Live from Gdańsk (Koncert w Stoczni) - 2 Wochen (14. November – 27. November) - Madonna – Confessions on a Dance Floor - 1 Woche (28. November – 4. Dezember) - Beata Kozidrak – Teraz płynę - 2 Wochen (5. Dezember – 18. Dezember) - Kult – Poligono Industrial - 7 Wochen (19. Dezember 2005 – 5. Februar 2006) |

Die Angaben basieren auf den offiziellen Albumcharts der ZPAV.